# Nintendo 3DS
Nintendo 3DS (съкратено 3DS) е преносима игрална конзола, произведена от Nintendo. Автостереоскопичното устройство е в състояние да проектира стереоскопични 3D ефекти без използването на 3D очила или допълнителни аксесоари. Освен 3D горния екран 3DS има и долен сензорен екран, който позволява допълнителни интерактивни функции и контроли в игрите. Nintendo 3DS разполага с обратна съвместимост със софтуера на Nintendo DS, включително и на Nintendo DSi. Конзолата е успешна сред Nintendo DS устройствата и основно се конкурира с PlayStation Portable на Sony и новото издание на PlayStation Vita.
Nintendo 3DS е пусната за продажба в Япония на 26 февруари 2011 г., в Европа на 25 март 2011 г., в Северна Америка на 27 март 2011 г. и в Австралия на 31 март 2011.
|  | Тази страница частично или изцяло представлява превод на страницата Nintendo 3DS в Уикипедия на английски. Оригиналният текст, както и този превод, са защитени от Лиценза „Криейтив Комънс – Признание – Споделяне на споделеното“, а за съдържание, създадено преди юни 2009 година – от Лиценза за свободна документация на ГНУ. Прегледайте историята на редакциите на оригиналната страница, както и на преводната страница, за да видите списъка на съавторите. ВАЖНО: Този шаблон се отнася единствено до авторските права върху съдържанието на статията. Добавянето му не отменя изискването да се посочват конкретни източници на твърденията, които да бъдат благонадеждни. |